# Liste der Einträge im National Register of Historic Places im Dakota County (Minnesota)

Lage des Dakota County in Minnesota

Die Liste der Einträge im National Register of Historic Places im Dakota County in Minnesota führt alle Bauwerke und historischen Stätten im Dakota County auf, die in das National Register of Historic Places aufgenommen wurden.

## Legende
| NRHP | Historic Place             |
| HD   | Historic District          |
| NHL  | National Historic Landmark |

## Aktuelle Einträge
| [ 2 ] | Name                                                                       | Bild                                                                       | Eintragsdatum                 | Lage | Ort                 | Beschreibung |
| ----- | -------------------------------------------------------------------------- | -------------------------------------------------------------------------- | ----------------------------- | --- | ------------------- | --- |
| 1     | Daniel F. Akin House                                                       | Daniel F. Akin House                                                       | 1979 ID-Nr. 79001223          | 19185 Akin Road 44° 40′ 17,4″ N, 93° 10′ 18,2″ W                                                                       | Farmington          | 1856 im Italianate-Stil errichtetes Gebäude |
| 2     | Christiania Lutheran Free Church                                           | Christiania Lutheran Free Church                                           | 2010 ID-Nr. 10000301          | 26690 Highview Avenue 44° 33′ 45,6″ N, 93° 14′ 15,2″ W                                                                 | Eureka Township     | 1877 im Carpenter Gothic genannten Stil errichtete Kirche norwegischer Einwanderer                                                                     |
| 3     | Church of Saint Mary’s-Catholic                                            | Church of Saint Mary’s-Catholic                                            | 1979 ID-Nr. 79001233          | 8433 239th Street East 44° 36′ 11,4″ N, 92° 56′ 7,7″ W                                                                 | New Trier           | 1909 im Beaux-Arts-Stil errichtete Kirche katholischer deutscher Einwanderet                                                                           |
| 4     | Church of the Advent                                                       | Church of the Advent                                                       | 1979 ID-Nr. 79001225          | 412 Oak Street 44° 38′ 20″ N, 93° 8′ 32,8″ W                                                                           | Farmington          | 1872 nach einem Entwurf des Architekten Richard Upjohn im Carpenter Gothic genannten Stil errichtete kleine Kirche                                     |
| 5     | Dakota County Courthouse                                                   | Dakota County Courthouse                                                   | 1978 ID-Nr. 78003069          | Vermillion Street Ecke 4th Street 44° 44′ 33,6″ N, 92° 51′ 6,7″ W                                                      | Hastings            | 1871 im Italianate-Stil errichtetes Gerichts- und Verwaltungsgebäude; heute Rathaus von Hastings                                                       |
| 6     | District No. 72 School                                                     | District No. 72 School                                                     | 1979 ID-Nr. 79001236          | 321st Street West Ecke Cornell Avenue 44° 29′ 5,2″ N, 93° 8′ 40,6″ W                                                   | Waterford Township  | 1882 errichtetes Schulgebäude |
| 7     | East Second Street Commercial Historic District                            | East Second Street Commercial Historic District                            | 1978 ID-Nr. 78003070          | East Second Street 44° 44′ 39,6″ N, 92° 51′ 4,4″ W                                                                     | Hastings            | Ensemble von 35 zwischen 1860 und 1900 errichteten historischen Gebäuden                                                                               |
| 8     | Ignatius Eckert House                                                      | Ignatius Eckert House                                                      | 1978 ID-Nr. 78003071          | 724 Ashland Street 44° 44′ 18,5″ N, 92° 51′ 24″ W                                                                      | Hastings            | 1868 im Italianate-Stil errichtete Wohnhaus; der Garten wurde im Stil des Landschaftsarchitekten Andrew Jackson Downing angelegt                       |
| 9     | Exchange Bank Building                                                     | Exchange Bank Building                                                     | 1979 ID-Nr. 79001226          | 344 3rd Street 44° 38′ 21,7″ N, 93° 8′ 43,8″ W                                                                         | Farmington          | 1880 im Italianate-Stil errichtetes Bankgebäude |
| 10    | Fasbender Clinic                                                           | Fasbender Clinic                                                           | 1979 ID-Nr. 79001228          | 801 Pine Street 44° 44′ 16,8″ N, 92° 51′ 44,9″ W                                                                       | Hastings            | 1959 nach einem Entwurf des Architekten Frank Lloyd Wright errichtete Klinik                                                                           |
| 11    | First Presbyterian Church, Hastings                                        | First Presbyterian Church, Hastings                                        | 1995 ID-Nr. 95000822          | 602 Vermillion Street 44° 44′ 24,3″ N, 92° 51′ 10,9″ W                                                                 | Hastings            | 1881 im neuromanischen Stil errichtete Kirche |
| 12    | Fort Snelling                                                              | Fort Snelling                                                              | 1966 ID-Nr. 66000401          | Picnic Island 44° 53′ 8″ N, 93° 10′ 41″ W                                                                              | Mendota Heights     | Befestigungen gegenüber dem eigentlichen Fort Snelling                                                                                                 |
| 13    | Fort Snelling-Mendota Bridge                                               | Fort Snelling-Mendota Bridge                                               | 1978 ID-Nr. 78001534          | MN 55 44° 53′ 6″ N, 93° 10′ 25″ W                                                                                      | Mendota Heights     | 1926 errichtete Stahlbetonbrücke, die mit 1255 m damals zu den längsten der Welt gehörte                                                               |
| 14    | Reuben Freeman House                                                       | Reuben Freeman House                                                       | 1979 ID-Nr. 79001231          | 9091 Inver Grove Trail 44° 49′ 3,1″ N, 93° 1′ 23,5″ W                                                                  | Inver Grove Heights | 1875 errichtetes Gebäude |
| 15    | Good Templars Hall                                                         | Good Templars Hall                                                         | 1979 ID-Nr. 79001234          | 124th Street East 44° 46′ 11″ N, 92° 54′ 17″ W                                                                         | Nininger Township   | 1858 im Stil des Greek Revival errichtetes Versammlungshaus der Gemeinschaft der Guttempler                                                            |
| 16    | Hastings Foundry-Star Iron Works                                           | Hastings Foundry-Star Iron Works                                           | 1979 ID-Nr. 79001229          | 707 East 1st Street 44° 44′ 44,3″ N, 92° 50′ 39,2″ W                                                                   | Hastings            | 1859 errichtetes Industriegebäude |
| 17    | Hastings Methodist Episcopal Church                                        | Hastings Methodist Episcopal Church                                        | 1978 ID-Nr. 78001531          | 719 Vermillion Street 44° 44′ 18,5″ N, 92° 51′ 8,1″ W                                                                  | Hastings            | 1862 im Stilmix aus Greek Revival, Neugotik und Italianate-Stil errichtete Kirche                                                                      |
| 18    | Holz Family Farmstead                                                      | Holz Family Farmstead                                                      | 2007 ID-Nr. 07000459          | 4665 Manor Drive 44° 47′ 16″ N, 93° 6′ 56″ W                                                                           | Eagan               | Aus dem Jahr 1893 erhaltene Farm |
| 19    | Byron Howes House                                                          | Byron Howes House                                                          | 1978 ID-Nr. 78001529          | 718 Vermillion Street 44° 44′ 18,7″ N, 92° 51′ 12″ W                                                                   | Hastings            | 1868 im Italianate-Stil errichtetes Gebäude |
| 20    | Rudolph Latto House                                                        | Rudolph Latto House                                                        | 1978 ID-Nr. 78001530          | 620 Ramsey Street 44° 44′ 22,3″ N, 92° 51′ 1,4″ W                                                                      | Hastings            | 1881 im Italianate-Stil errichtetes Gebäude |
| 21    | William G. LeDuc House                                                     | William G. LeDuc House                                                     | 1970 ID-Nr. 70000292          | 1629 Vermillion Street 44° 43′ 44,6″ N, 92° 51′ 7,1″ W                                                                 | Hastings            | 1865 im neugotischen Stil errichtetes Gebäude; heute Museum der Dakota County Historical Society                                                       |
| 22    | MacDonald-Todd House                                                       | MacDonald-Todd House                                                       | 1979 ID-Nr. 79001230          | 309 West 7th Street 44° 44′ 20,8″ N, 92° 51′ 20,6″ W                                                                   | Hastings            | 1857 im Stil des Greek Revival errichtetes Wohnhaus |
| 23    | Mendota Historic District                                                  | Mendota Historic District                                                  | 1970 ID-Nr. 70000293          | Abgegrenzt durch government lot 2, MN 55, Sibley Highway, D Street und Minnesota River 44° 53′ 13,4″ N, 93° 9′ 59,7″ W | Mendota             | Ensemble von Gebäuden, die zwischen 1830 und 1860 bei der ersten weißen Besiedlung der Region errichtet wurden                                         |
| 24    | Minneapolis Saint Paul Rochester & Dubuque Electric Traction Company Depot | Minneapolis Saint Paul Rochester & Dubuque Electric Traction Company Depot | 1979 ID-Nr. 79001222          | County Highway 5 Ecke 155th Street 44° 43′ 21,9″ N, 93° 17′ 54,3″ W                                                    | Burnsville          | 1910 errichtetes Eisenbahndepot |
| 25    | Emil J. Oberhoffer House                                                   | Emil J. Oberhoffer House                                                   | 1979 ID-Nr. 79001232          | 17020 Judicial Road West 44° 42′ 10,1″ N, 93° 19′ 2,2″ W                                                               | Lakeville           | 1918 im Stil der Prairie Houses errichtetes Sommerhaus von Emil Oberhoffer, dem Gründer des Minnesota Orchestra                                        |
| 26    | Ramsey Mill and Old Mill Park                                              | Ramsey Mill and Old Mill Park                                              | 1998 ID-Nr. 98000872          | 18th Street und Vermillion River 44° 43′ 35″ N, 92° 50′ 29″ W                                                          | Hastings            | Ruinen einer 1856 errichteten Mühle innerhalb eines 1925 angelegten Parks                                                                              |
| 27    | Saint Stefan's Romanian Orthodox Church                                    | Saint Stefan's Romanian Orthodox Church                                    | 2004 ID-Nr. 04000461          | 350 5th Avenue North 44° 53′ 44,5″ N, 93° 2′ 21,8″ W                                                                   | South St. Paul      | 1924 errichtete Kirche rumänischer Einwanderer |
| 28    | Serbian Home                                                               | Serbian Home                                                               | 1992 ID-Nr. 92000257          | 404 3rd Avenue South 44° 53′ 6,5″ N, 93° 2′ 16″ W                                                                      | South St. Paul      | 1923 errichtetes Versammlungshaus serbischer Einwanderer, die meist in der umliegenden Fleischindustrie arbeiteten; heute ein Museum und Kulturzentrum |
| 29    | Henry H. Sibley House                                                      | Henry H. Sibley House                                                      | 10. Jan. 1972 ID-Nr. 72000676 | Willow Street 44° 53′ 16,4″ N, 93° 9′ 57,6″ W                                                                          | Mendota             | 1836 errichtetes Wohnhaus von Henry Hastings Sibley (1811–1891), dem ersten Gouverneur von Minnesota                                                   |
| 30    | Stockyards Exchange                                                        | Stockyards Exchange                                                        | 1979 ID-Nr. 79001235          | 200 North Concord Street 44° 53′ 35,9″ N, 93° 2′ 5,9″ W                                                                | South St. Paul      | 1887 im neuromanischen Stil errichtetes Verwaltungsgebäude der umliegenden Schlachthöfe                                                                |
| 31    | Thompson-Fasbender House                                                   | Thompson-Fasbender House                                                   | 1978 ID-Nr. 78001532          | 649 3rd Street West 44° 44′ 33,8″ N, 92° 51′ 44,9″ W                                                                   | Hastings            | 1880 im französischen Stil errichtetes Gebäude |
| 32    | VanDyke-Libby House                                                        | VanDyke-Libby House                                                        | 1978 ID-Nr. 78001533          | 612 Vermillion Street 44° 44′ 22,1″ N, 92° 51′ 11,3″ W                                                                 | Hastings            | 1867 im französischen Stil errichtetes Gebäude |
| 33    | Waterford Bridge                                                           | Waterford Bridge                                                           | 2010 ID-Nr. 10000580          | Brücke der Canada Avenue über den Cannon River 44° 29′ 14,9″ N, 93° 7′ 42,2″ W                                         | Northfield          | 1909 errichtete Fachwerkbrücke |
| 34    | George W. Wentworth House                                                  | George W. Wentworth House                                                  | 1979 ID-Nr. 79001237          | 1575 Oakdale Avenue 44° 53′ 55,4″ N, 93° 4′ 19,9″ W                                                                    | West St. Paul       | 1887 im Queen Anne-Stil errichtetes Wohnhaus eines der Mitbegründer von West Saint Paul house of a founder of West St. Paul.                           |
| 35    | West Second Street Residential Historic District                           | West Second Street Residential Historic District                           | 1978 ID-Nr. 78003072          | West Second Street 44° 44′ 39,6″ N, 92° 51′ 20,8″ W                                                                    | Hastings            | Ensemble von 13 historischen Gebäuden, die zwischen 1857 und 1890 errichtet wurden                                                                     |

## Frühere Einträge
| [ 2 ] | Name                                                    | Bild                  | Eintragsdatum        | Lage                                               | Ort             | Beschreibung |
| ----- | ------------------------------------------------------- | --------------------- | -------------------- | -------------------------------------------------- | --------------- | --- |
| 1     | Chicago, Milwaukee, St. Paul and Pacific Railroad Depot |                       | 1979 ID-Nr. 79001224 | 400 2nd Street 44° 53′ 38,3″ N, 93° 4′ 9,3″ W      | Farmington      | 1894 errichtetes Depot der Chicago, Milwaukee, St. Paul and Pacific Railroad; 1984 abgerissen und 1987 aus dem Register gestrichen                     |
| 2     | Horticulture Building                                   | Horticulture Building | 1979 ID-Nr. 77001227 | County Highway 74 44° 37′ 38,9″ N, 93° 8′ 52,5″ W  | Farmington      | 1918 errichtetes achteckiges Gebäude; 1988 abgerissen und im Jahr 1993 aus dem Register gestrichen                                                     |
| 3     | Jacob Marthaler House                                   |                       | 1988 ID-Nr. 88002136 | 1746 Oakdale Avenue 44° 32′ 30,2″ N, 93° 9′ 7,7″ W | West Saint Paul | 1863 im Federal Style errichtetes Wohnhaus eines der Mitbegründer von West Saint Paul; 1993 abgerissen und ein Jahr später aus dem Register gestrichen |